# نهاية سعيدة (فلم 1999)
نهاية سعيدة (بالكورية: 해피엔드) فيلم دراما كوري جنوبي. من اخراج وسيناريو جونغ جي وو. وبطولة تشوي مين سيك وجيون دو يون.

## القصة
تدور أحداث الفيلم حول تشوي بورا، وهي زوجة وموظفة ناجحة تتورط بعلاقة مع عشيقها السابق كيم إيل بيوم. حياة بورا المنزلية عبارة عن روتين ممل، فهي أم لطفل رضيع وزوجها سيو مين كي فقد وظيفته، تاركًا بورا المعيل الوحيد للأسرة. يبدأ زوجها العاطل عن العمل والمهووس بقرأة الروايات الرومانسية والتسكع بالمتنزهات، بالشك بخيانة زوجتة، ويقوم بجمع الأدلة.

## الممثلون
- تشوي مين سيك بدور الزوج سيو مين كي
- جيون دو يون بدور الزوجة تشوي بو را
- جو جن مو بدور العشيق كيم إيل بيوم
- جو هيون بدور مالك مكتبة
- هوانغ مي سيون بدور مي يونغ
- كيم بيونغ تشون
- بارك جي إيل
- بارك نام هي
- لي جيوم جو
- يو يون سو بدور المحقق ذو السوالف
- بارك سونغ إيل بدور موظف في متجر فيديو

## روابط خارجية
- مقالات تستعمل روابط فنية بلا صلة مع ويكي بيانات